# Peter Zaremba (athlétisme)
Pour les articles homonymes, voir Peter Zaremba.
Peter Zaremba (né le 7 avril 1909 à Aliquippa et décédé le 17 septembre 1994 à Kingwood) est un athlète américain spécialiste du lancer de marteau. Affilié au New York Athletic Club, il mesurait 1,95 m pour 92 kg.

## Biographie

### Palmarès
| Date | Compétition           | Lieu        | Résultat | Performance |
| ---- | --------------------- | ----------- | -------- | ----------- |
| 1932 | Jeux olympiques d'été | Los Angeles | 3e       | 50,33 m     |

### Records
| Épreuve           | Performance | Lieu | Date |
| ----------------- | ----------- | ---- | ---- |
| Lancer de marteau | 51,38 m     |      | 1932 |